# スティングレイ (潜水艦)
スティングレイ (USS Stingray, SS-186) は、アメリカ海軍の潜水艦。サーモン級潜水艦の一隻。艦名はアカエイ科を主として、尾の付け根に太い毒棘を持つトビエイ目のエイに因んで命名された。その名を持つ艦としては2隻目。

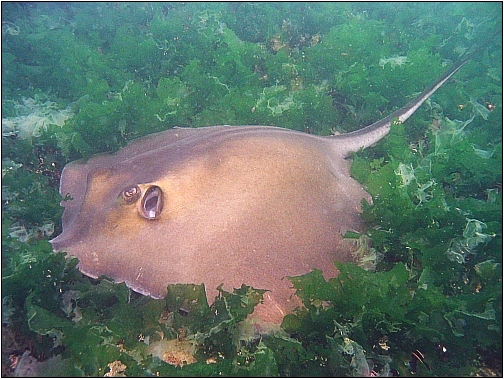
コモン・スティングレイ（Common stingray）

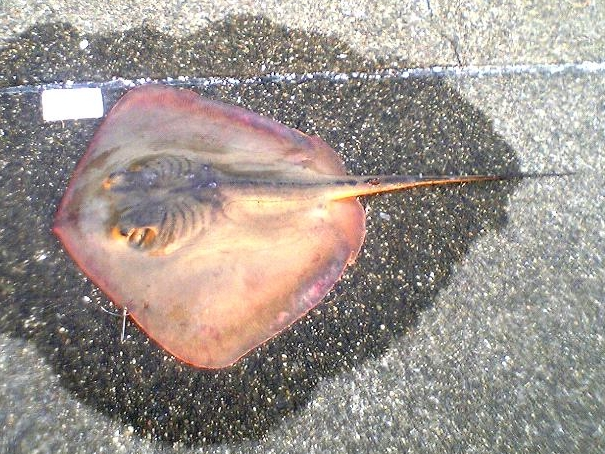
アカエイ（Red stingray）

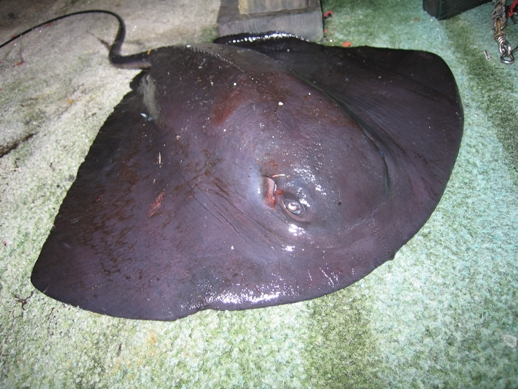
カラスエイ（Pelagic stingray）

## 艦歴
スティングレイは1936年10月1日にメイン州キタリーのポーツマス海軍造船所で起工した。1937年10月6日に卓越した潜水艦勤務の経歴を持つリドリー・マクリーン少将の未亡人によって命名、進水し、1938年3月15日に艦長レオン・N・ブレア少佐の指揮下就役する。
ニューイングランドおよびカリブ海での整調後、スティングレイは1939年1月14日にポーツマス海軍造船所に入渠、改修および艤装が行われた。作業完了後カリブ海海域への巡航に出発し、コネチカット州ニューロンドンに停泊後4月20日にパナマ運河を通過、5月11日にカリフォルニア州サンディエゴに到着した。同地で第6潜水戦隊に加わり訓練および艦隊演習に従事する。1940年4月1日に出航、ハワイ海域での艦隊演習に向かい、その後ヴァレーホのメア・アイランド海軍造船所でオーバーホールを受ける。作業が完了すると再びハワイへ戻り作戦活動に従事、1941年10月23日にフィリピンのカヴィテでアジア艦隊に加わる。12月7日の日本軍による真珠湾攻撃時、スティングレイはレイモンド・S・ランブ少佐（アナポリス1926年組）の指揮下でマニラに停泊していた。

### 第1、第2の哨戒 1941年12月 - 1942年2月
12月11日、スティングレイは最初の哨戒でルソン島西部に向かった。リンガエン湾を哨戒し、スティングレイは日本軍の侵攻を目撃するが、弾薬等の不足により攻撃を行うことはできなかった。12月24日、スティングレイは13日間の行動を終えてマニラに帰投。この頃、マニラは陥落を目前にしていたが、スティングレイは簡単な修理をしてもらえた。艦長がレイモンド・J・ムーア少佐（アナポリス1927年組）に代わった。
12月30日、スティングレイは2回目の哨戒で海南島およびインドシナ半島方面に向かった。1942年1月10日、スティングレイは北緯17度40分 東経109度20分 / 北緯17.667度 東経109.333度のサマ湾で病院船はるぴん丸（日本海汽船、5,167トン）を撃沈。これがスティングレイの戦争における最初の戦果であった。はるぴん丸は病院船とは言うものの、実際にはジュネーブ条約規定の装備をしていなかった。その後、2月8日までダバオ湾を哨戒したが、敵との接触はなかった。2月12日、スティングレイは44日間の行動を終えてジャワ島のスラバヤに帰投した。日本軍はオランダ軍基地に圧力をかけ続けていたため、スティングレイはすぐにフリーマントルへ向けて航行、3月3日に到着した。

### 第3、第4の哨戒 1942年3月 - 1942年2月
3月16日、スティングレイは3回目の哨戒でジャワ海およびセレベス海方面に向かった。この哨戒で観測して攻撃した唯一の価値ある目標は、3月27日から28日にかけてセレベス島マカッサル沖で発見した天霧型駆逐艦あるいは時雨型駆逐艦であった。スティングレイは4本の魚雷を発射したものの、全弾が外れた。5月2日、スティングレイは48日間の行動を終えてフリーマントルに帰投した。
5月27日、スティングレイは4回目の哨戒でフィリピン方面に向かった。スティングレイはまずダバオ湾を哨戒し、次いでサンベルナルジノ海峡方面を哨戒した後、針路をマリアナ諸島方面に向けた。6月28日夕刻、スティングレイは北緯12度41分 東経136度22分 / 北緯12.683度 東経136.367度の地点で、護衛艦を従えた2隻の船を観測し、直ちに射程に接近した。最初の船に向かって4本の魚雷を発射。魚雷は特設砲艦西京丸（日之出汽船、1,291トン）に命中し、これを撃沈した。その後もグアムの周囲で哨戒を継続した。7月15日、スティングレイは50日間の行動を終えて真珠湾に帰投した。この後実施された改装で、スティングレイは2基の外部魚雷発射管が、艦前方の甲板より下の位置に装着された。これにより、艦首方向の魚雷射線数を、理想とされた6つにすることが出来た。

### 第5、第6、第7の哨戒 1942年10月 - 1943年5月
10月26日、スティングレイは5回目の哨戒でソロモン諸島方面に向かった。ブーゲンビル島近海で哨戒し、輸送船団や艦艇などを発見した。11月21日朝、スティングレイはショートランド近海で特設水上機母艦山陽丸（大阪商船、8,360トン）に魚雷を命中させて撃破した。12月20日、スティングレイは55日間の行動を終えて真珠湾に帰投。艦長がオーティス・J・アール少佐（アナポリス1930年組）に代わった。
1943年1月12日、スティングレイは6回目の哨戒でマーシャル諸島、トラック諸島方面に向かった。しかし、この哨戒でも接触の機会はあれど、攻撃の機会はなかった。3月8日、スティングレイは55日間の行動を終えて真珠湾に帰投した。
4月2日、スティングレイは7回目の哨戒で東シナ海に向かった。この哨戒では、機雷敷設の任務も与えられていた。4月21日と22日の2日間にわたって、スティングレイは温州沖に機雷を敷設。5月2日には、北緯27度18分 東経121度38分 / 北緯27.300度 東経121.633度の地点で第257船団を発見して攻撃し、輸送船多聞丸（八馬汽船、8,256トン）を浮上したまま雷撃して撃沈した。5月17日、スティングレイは46日間の行動を終えて真珠湾に帰投した。

### 第8、第9の哨戒 1943年6月 - 10月
6月12日、スティングレイは8回目の哨戒でカロリン諸島方面に向かった。この哨戒はほとんど成果がなく、唯一観測したのは北に向かう高速船団であった。しかし、スティングレイは船団に接近することができなかった。7月31日、スティングレイは50日間の行動を終えてブリスベンに帰投した。
8月23日、スティングレイは9回目の哨戒でアドミラルティ諸島方面に向かった。8月31日、スティングレイは南緯05度24分 東経154度07分 / 南緯5.400度 東経154.117度の地点で友軍機の誤爆で4発の爆弾を投下されて少なからぬ損傷を被り、スティングレイは浮上して修理することを強いられた。この哨戒を通じて、敵艦との接触はなかった。10月10日、スティングレイは50日間の行動を終えて真珠湾に帰投。続いてオーバーホールのためメア・アイランド海軍造船所に回航された。オーバーホール中に、艦長がサム・C・ルーミス・ジュニア少佐（アナポリス1935年組）に代わった。

### 第10の哨戒 1944年3月 - 4月
1944年3月10日、スティングレイは10回目の哨戒でマリアナ諸島方面に向かった。3月30日、スティングレイは北緯20度43分 東経143度04分 / 北緯20.717度 東経143.067度の地点で輸送船団を発見。3隻の護衛艦をやり過ごし、2隻の貨物船に対する攻撃位置を取る。スティングレイは特設運送船いくしま丸（浜根汽船、3,943トン）に対して4本の魚雷を発射、1本が中央部に命中しいくしま丸は停止した。スティングレイはいくしま丸に対してもう4本の魚雷を発射、これを撃沈した。4月8日の午後、マリアナ諸島北方を巡航中にスティングレイは52フィートの深さで大きな海中の物体に衝突する。船体は3から4フィート上昇した。スティングレイは海洋の真ん中におり、海図では2,000ファゾム (3,700メートル) 以上の水深が示されていたため、ルーミス艦長は当初、これを敵の新型対潜兵器と考えた。その後スティングレイは用心した水深で航行したが、海底を発見することはできなかった。何が船体に衝突したかを断定することができず、スティングレイはそのまま哨戒を継続した。4月13日の早朝、まだ暗いうちにスティングレイの当直見張りは魚雷の航跡を発見した。スティングレイは左舷に急速に方向を変え、魚雷は艦前方100フィートを通過していった。2秒後に2本目の魚雷が右舷を通過した。スティングレイは攻撃を行った敵艦を探索したが何も発見できなかった。4月22日、スティングレイは54日間の行動を終えて真珠湾に帰投した。

### 第11の哨戒 1944年5月 - 7月
5月26日、スティングレイは11回目の哨戒でマリアナ諸島方面に向かった。この哨戒は救助配備任務に費やされ、サイパンの戦いの援護でグアムを攻撃する航空機部隊を支援した。6月11日、スティングレイは墜落した海軍パイロットを救助し、翌日にはもう2名を救助した。6月13日、グアムの沿岸から500ヤードの距離で海軍パイロットが着水したとの知らせを受ける。スティングレイは救助に駆けつけると、日本軍の沿岸砲台が着水した海軍パイロットの乗るいかだを狙い撃ちにしていた。スティングレイは船体の両脇で砲弾が爆発する中、潜航して接近を試みた。スティングレイのルーミス艦長は潜望鏡を2本とも掲げ、そのうちの1本はいかだを係留するための索止め代わりとした。パイロットはルーミス艦長のアイデアになかなか気付かず、スティングレイは3度接近したが結果は同じだった。4度目の接近の際、ルーミス艦長は思い切って潜望鏡をパイロットの前に掲げ、真意をようやく理解したパイロットは潜望鏡に捕まって安全に引かれていった。パイロットは島から離れて安全になってから乗艦した。6月18日、司令塔ハッチ近くの上部構造で火災が発生する。炎は数回燃え上がったものの消火し、最後に原因が発見された。スティングレイはその後も哨戒を続けた。7月10日、スティングレイは45日間の行動を終えてマジュロに帰投した。グアム沖での潜望鏡を使ったパイロット救助に関して、スティングレイのルーミス艦長は後年以下のように回想している。

### 第12の哨戒 1944年8月 - 9月
8月2日、スティングレイは12回目の哨戒でフィリピン方面に向かった。この哨戒では、15名のフィリピン軍士官と兵員、6トンの補給物資をルソン島北東海岸に上陸させる特別任務が与えられた。8月11日に北緯01度33分 東経126度06分 / 北緯1.550度 東経126.100度の地点で70トン級トロール船を発見し、3インチ砲と20ミリ機銃で打撃を与える。8月15日、スティングレイはダーウィンに寄港し、翌日出航。8月27日、スティングレイは定められた会合点であるルソン島最北端のマイライラ岬に到着し、兵員と物資を陸揚げした。任務終了後、スティングレイは沿岸貨物船や警備艇から爆雷攻撃を受けるも、浮上して3インチ砲などでこれを追い払う。8月31日には北緯11度40分 東経129度51分 / 北緯11.667度 東経129.850度の地点で、ハードヘッド (USS Hardhead, SS-365) によって撃沈された軽巡洋艦名取の乗員4名を救助した。9月7日、スティングレイは35日間の行動を終えてダーウィンに帰投した。

### 第13、第14、第15、第16、第17の哨戒 1944年9月 - 1945年2月
9月10日、スティングレイは13回目の哨戒でモルッカ海方面に向かった。9月15日、スティングレイは特別任務を行い、モルッカ海内マージョー島に近接し、上陸可能な海岸を探索した。9月19日、スティングレイは9日間の行動を終えてポートダーウィンに帰投した。
9月21日、スティングレイは14回目の哨戒でフィリピン方面に向かった。9月27日、スティングレイはルソン島東部の会合点で貨物35トンを陸揚げし、次いで9月30日にはサマール島東部で陸軍の要員3名を上陸させた。10月14日、スティングレイは22日間の行動を終えてブリスベンに帰投。艦長がハワード・F・ストーナー少佐（アナポリス1932年組）に代わった。
12月6日、スティングレイは15回目の哨戒でフィリピン方面に向かった。1945年1月1日、スティングレイはタウィタウィに27トンの貨物を陸揚げした。1月6日、スティングレイは27日間の行動を終えてミオス・ウンディ島に帰投した。
1月11日、スティングレイは16回目の哨戒でセレベス海方面に向かった。2月1日にポートダーウィンに一旦帰投し、2日後の2月3日に17回目の哨戒で出航。この哨戒でも特別任務として、2月7日から8日にかけてセラカ島に2名の沿岸監視員を上陸させたのを皮切りに、セレベス島ニパニパ半島に2度、カンゲアン島、セレベス島パレパレ湾にそれぞれ1度ずつ部隊を上陸させた。2月23日、スティングレイは34日間の行動を終えてフリーマントルに帰投。これが、スティングレイの最後の哨戒となった。

### 練習艦・戦後
スティングレイは3月16日にフリーマントルを出港し、パナマ運河を東に通過して4月29日にニューロンドンに帰還した。その後同地を拠点として活動し、7月29日にフィラデルフィア海軍工廠に回航され、同地で10月17日に退役する。スティングレイは1946年7月3日に除籍され、翌年1月6日にスクラップとしてフィラデルフィアの解体業者に売却された。
スティングレイは第二次世界大戦の戦功で12個の従軍星章を受章した。スティングレイはアメリカ潜水艦中17回という最も多くの戦時哨戒を経験した。